# Slugterra
A Slugterra amerikai–kanadai televíziós 3D-s számítógépes animációs sorozat, amelyet Asaph Fipke alkotott. A Nerd Corps Entertainment készítette, a Shout! Factory forgalmazta.
Kanadában 2012. szeptember 3. és 2016. október 25. között a Disney XD vetítette, Magyarországon pedig 2014. január 26. és 2015. március 5. között a Megamax sugározta.

## Ismertető
A főhős Eli Shane, aki egy tinédzser. Elszánta magát, hogy a Slugterra legnagyobb hőse lesz. Ezt csak úgy tudja megvalósítani, ha begyűjt valamennyi slugot, tornáztatja őket, és kihívja párbajra a kis lényeket. Mielőtt a Slugterrára érkezett volna, csak egy slug volt nála, a jól ismert Burpy.
Amikor legelőször van Slugterrán, egy újdonsült barátra lel, egy molenoidra, akinek neve Pronto. Ezután Trixie-vel találkozik, aki megvédi egy szélhámos slugharcostól. Majd útja során összefut egy Barlangi Trollal, akinek neve Kord. Pronto, Trixie és Kord segít neki és elindul egy bajnokságon, ahol több slugot tornáztathat és ha nyer, választhat egyet az ellenfél slugjai közül. Ők négyen megalakítják a Shane csapatot, céljuk, hogy megállítsák a gonosz dr. Thaddeus Blakket a hátborzongató slugjaival.
Később pedig találkoznak Junjieval, a Keleti Barlangok védőjével, akivel pedig 100 barlangot kell felszabadítani a gonosz Slingerek uralma alól...

### 1. évad
A történet elején Eli leérkezik Slugterrára, találkozik Prontóval, a molenoiddal, egy lánnyal, azaz Trixie-vel és egy barlangi trollal, akit Kordnak hívnak. Sokan viszont nem örülnek egy új Shane-nek, kiváltképp a gonosz Dr. Blakk nem...

### 2. évad
Eli és csapata találkozik az árván maradt Twist-tel, akiről kiderül hogy Dr. Blakk-nak dolgozik. Egy ismeretlen azt követeli Elitől, hogy adjon a kincsből, amit az apja, Will Shane elrejtett. SŐT, egy csapat Slugterrán élő ember majdnem kijut a felszínre. De a csapatnak – és főleg Elinek – új rosszakarói akadnak...

### 3. évad
Egy véletlen folytán a Shane csapat megtudja, hogy a Darkbane-nek nevezett ellenség – akik Dr. Blakknak dolgoznak – ki akar jutni a felszínre, de Eliék megállítják őket. Eli bevet Blakk ellen egy olyan erőt, amit nehezen lehet kezelni. Burpy – Eli Shane slugja – 200 km/h-án átváltozik MEGA MORPH-á. Blakk elmeséli a történetét, majd eltűnik egy időre. De csak addig, amíg a Darkbane-k elő nem bújnak. És ezzel a Shane csapatra hárul a feladat, hogy megállitsák – véglegesen – Blakket...

### Filmek
Blakk után új ellenség tűnik fel: a Goon! A Shane csapat, miután megállítja az ellenséget, egy új tag is melléjük szegődik. Ő Junjie, a Keleti barlangok védője. Majd rájuk hárul a feladat hogy megtalálják, az Elementálokat, akiktől a Slugok származnak, és akiket egy gonosz hármas szövetség akar levadászni. Eli itt tudja meg, hogy az apja életben van. Később (ez már a Slug fu művészete) Junjie elviszi Elit, hogy megtanítsa, hogyan irányítsa a slug fut. Közben Pronto, Trixie és Kord kénytelen az – újra! – elveszett rakoncátlan őselemek után menni.

### 4. évad
Junjie elviszi a Shane csapatot, oda, ahonnan ő jött. Keleten viszont káosz van, a keleti bajnok nélkül minden zűrzavaros lett. A legfőbb feladat: legyőzni a Császárt, eltenni láb alól a Ghoulokat, na meg a Császár segítőit... Könnyű mondani, megtenni már nehéz! De a csapatnak ez egy igazi kihívás!

### Befejező filmek
A csapat visszatér Slugterrára, időközben egy új taggal bővültek: a fiú neve Tad, és az elején szimpatikus. De utána kiderül, hogy ő egy olyan személy, aki egy rettegett ember hagyatékát, akarja befejezni. És ez az ember nem más, mint Dr. Blakk, a ghoulok szülőatyja...

### Slugterra: Ascension
A legújabb minisorozat. Elvágva Prontótól és Kordtól, valamint a külvilágtól, Elinek és Trixienek veszélyes barlangokon kell keresztül utazniuk ezernyi veszély közepette.

## Szereplők
| Szereplő                                               | Eredeti hang                   | Magyar hang                      | Leírás |
| ------------------------------------------------------ | ------------------------------ | -------------------------------- | --- |
| Will Shane                                             | Sam Vincent                    | Markovics Tamás                  | Az elveszett hős, a legendás Shane. Eli édesapja. |
| Eli Shane                                              | Sam Vincent                    | Penke Bence                      | A Shane család utolsó élő tagja, aki a gonosz Dr. Thaddeus Blakk ellen harcol. Sok kalandot megél a csapattal. "Az árnyak birodalmában" c. filmben lesz 16 éves.                                                                                 |
| Beatrix,, Trixie'' Sting                               | Shannon Chan-Kent              | Pekár Adrienn                    | Trixie egy vagány lány aki minden bajból kihúzza a Shane csapatot. |
| Kord Zane                                              | Andrew Francis                 | Papucsek Vilmos                  | Egy mérnök barlangi troll, aki mindent tud a barlangokról és a fegyverekről. |
| Pronto                                                 | Lee Tockar                     | Pálfai Péter                     | A Shane csapat térképésze, aki minden rövidítést ismer a barlangokban. |
| Redhook                                                | Brian Drummond                 | Németh Gábor                     | Ezermester, a Shane csapat jó barátja. Ő készítette a Defender Slipstream XVL kilövőket (ezekből csak 2 készült), valamint Eli fegyveréhez a fúziós "duplacsövű" kiegészítőt is.                                                                 |
| Árnyék klán (több lényből áll pontos nevük nem ismert) | Brian Drummond, Andrew Francis |                                  | Ismeretlen eredetű lények, igen fejlettek, de zárt közösségben élnek, van egy királyuk. Gyakran befolyásolják az eseményeket. Az Árnybeszélővel lehet velük kapcsolatba lépni, de a nyelvüket is meg lehet tanulni.                              |
| Sling Király                                           | Michael Dobson & Trevor Devall | Vári Attila                      | |
| Grendel                                                | Brian Drummond                 |                                  | |
| Dana Por                                               | Maryke Hendrikse               |                                  | |
| Thrasher                                               | Doron Bell Jr.                 | Maday Gábor                      | |
| Dr. Thaddeus Blakk                                     | Mark Oliver                    | Forgács Gábor                    | A Shane csapat fő ellensége, ő találta ki a ghoulosító eljárást. A 3. évad végén legyőzik, de "Az Őselemek visszatérésében" visszajön a Mély Barlangokból, végül belezuhan egy portálba, ami egy ismeretlen helyre vitte, Will Shane-nel együtt. |
| Gyerek Blakk                                           | David A. Kaye                  | Boldog Gábor                     | A Shane csapat fő ellensége, ő találta ki a ghoulosító eljárást. A 3. évad végén legyőzik, de "Az Őselemek visszatérésében" visszajön a Mély Barlangokból, végül belezuhan egy portálba, ami egy ismeretlen helyre vitte, Will Shane-nel együtt. |
| El Diablos Nacho                                       | Brian Drummond                 | Bolla Róbert                     | |
| Maurice                                                | Brian Drummond                 |                                  | Dr. Blakk leghűségesebb embere, minden gondját megoldja. |
| C.C.                                                   | Colin Murdock                  | Joó Gábor, Szabó Máté (33. rész) | Régen egy tisztességes és megbecsült harcos volt, most viszont Ghoulokért cserébe Dr.Blakk-nek dolgozik. |
| Blite                                                  | Colin Murdock                  | Barabás Kiss Zoltán              | |
| Twist                                                  | David A. Kaye                  |                                  | |
| Játékmester (The Game Master)                          | Kirby Morrow                   | Szabó Máté                       | |
| Úriember (The Gentleman)                               | Trevor Devall                  | Dányi Krisztián                  | |
| Mr. Saturday                                           | Scott McNeil                   | Galambos Péter                   | |
| Brimstone                                              | Michael Kopsa                  | Galambos Péter                   | A Darkbane vezére. |
| Locke                                                  | Mark Oliver                    |                                  | |
| Lode                                                   | Lee Tockar                     |                                  | |
| Billy                                                  | Brian Drummond                 | Berkes Bence                     | |
| Shorty                                                 | Shannon Chan-Kent              |                                  | |
| Glasses                                                | Lee Tockar                     |                                  | |
| Gerhard Stocker                                        | Michael Dobson                 | Gubányi György István            | |
| Tad                                                    | Adrian Petriw                  |                                  | Dr. Thaddeus Blakk fia a felszínről. |
| Keleti Barlangok                                       |                                |                                  | |
| Junjie                                                 | Vincent Tong                   | Joó Gábor (Filmek)               | A Keleti Barlangok védelmezője. Neki is van egy Infurnuse, akit Jujunak hívnak. Korábban ő volt a Dark Slinger, de most mindent jóvá akar tenni.                                                                                                 |
| Junjie                                                 | Vincent Tong                   | Kossuth Gábor (4. évad)          | A Keleti Barlangok védelmezője. Neki is van egy Infurnuse, akit Jujunak hívnak. Korábban ő volt a Dark Slinger, de most mindent jóvá akar tenni.                                                                                                 |
| Goon                                                   | Brian Dobson                   | Kisfalusi Lehel                  | Egy Ghoul Boon Doc. |
| A Császár                                              | Brian Drummond                 | Bognár Tamás                     | A Keleti Barlangok halhatatlan és kegyetlen ura. |
| Lian / Lady Dai-Fu                                     | Kathleen Barr                  | Agócs Judit                      | Mielőtt a Császár átvette volna az irányítást felette, Lian mesterként irányította Junjie kiképzését. |
| Holt Nagyúr                                            | Lee Tockar                     |                                  | |
| Sleade                                                 | Lee Tockar                     | Seszták Szabolcs                 | |
| Jonny Man                                              | Lee Tockar                     | Bácskai János                    | |
| Swick                                                  | Andrew Duncan                  |                                  | |
| Drucilla                                               | Kathleen Barr                  | Sági Tímea                       | |
| Hamengku                                               | Brian Drummond                 | Kapácsy Miklós                   | |
| Symothy                                                | Vincent Tong                   | Pálmai Szabolcs                  | |

## Mecha Beastek
Slugterrán az utazásnak kétféle módja van: az egyik Dr. Blakk vasúthálózata, viszont ezt általában csak gazdag slug-gyűjtők használják, a másik a Mecha Beastek. A Mecha Beastek állatszerű robotok, akikre gazdáik felülhetnek és utazhatnak rajtuk. Mindegyiknek van egy szíve, amiben olyan energia van, mint a slugokban, de ezeket nem kell újratölteni. Lehet őket fejleszteni is, főleg a barlangi trollok értenek ehhez, ezért ők vezetik a Mecha Beast gyárat is. Át tudnak alakulni egy-egy járművé (autóvá, motorrá, stb.), de tudnak a levegőben is siklani. Ghoulosítani is lehet őket, azzal, ha Fekete Vizet fecskendeznek a szívükbe, úgy elkezdenek ők is remegni, majd felrobbannak, de a robbanás előtt még vissza lehet fordítani a folyamatot. A Shane csapat Mecháit Kord fejleszti.

## Kilövők (Blasters)
Mindenkinek másféle van, ezekkel lehet a slugokat kilőni, és különféle kiegészítők is vannak hozzájuk. A legnagyobb készítőjüket Red Hooknak hívják, és egyik kézfeje helyén egy piros kampó van. Ő készítette a két Defender Slipstream XVL-t, amiből csak két darab készült, az egyik Eli nagyapjáé volt (aki később továbbadta az apjának), a másik pedig Eli-é, valamint ő készítette el Eli kilövőjéhez a "dupla csöves" nevű kiegészítőt, amivel fúziós lövéseket lehet végrehajtani. Később Blakk elfogatja, hogy gyorsítót készítsen a kilövőikhez, de titokban a Shane csapatnak is készít, végül kiszabadítják.

## Slugok
A slugok kis, aranyos, színes lények, akiket kilövőkkel szoktak kilőni, és ha elérik a 160 km/h-t, átalakulnak, és különféle képességeikkel harcolnak. A slugokat képességeik szerint különböző csoportokba sorolják. (Gyakori, Nem gyakori, Ritka, Nagyon ritka, stb.) Időnként el kell menniük a Fénykúthoz, hogy újratöltődjenek, különben meghalnak.
Ha elérik a 200 km/h-t, akkor Mega Morphá alakulnak. Ez a megamorfózis.

### Ghoulok
A ghoulok egyszerű slugok, akiket Dr. Blakk a mélyről bányászott Fekete Víz készletével alakít át. A ghoulok mindig fekete színűek, vörös a szemük, remegnek, folyton morognak és harapnak. A ghoulokat meg lehet gyógyítani a Fénykút fényével, de néhány különleges slug is képes rá, pl. Boon Doc.

### Az átalakulás szintjei
A slugok, amíg nincsenek kilőve (Protoform formában vannak), addig kis, aranyos lények – alhatnak, tévét nézhetnek, ehetnek és még sok minden mást is csinálhatnak. Vannak olyan fajták is, amelyek ilyenkor is tudnak valami érdekeset csinálni (pl. jeget fúj, pókhálót lő, stb.), de vannak, akik csak átalakulva képesek ilyesmire. Egy slug (és egy ghoul is) 160 km/h-nál alakul át, ezt Velocity formának hívják. Amikor Kord beépítette a Shane csapat Mecha Beastjeibe az átalakulást, képesek voltak velük 100 km/h-val haladni a Blakk elől való menekülés közben. Amikor egy kőfal torlaszolta el az utat, Eli kilőtte Burpyt, de mivel már eleve gyorsan haladtak, Burpy elérte a 200 km/h-t és Velocity formában újra átalakult Mega Morph formába.
A Mega Morph formában lévő slugok (és ghoulok) átalakulva és Protoformként is egy kicsit máshogy néznek ki, és sokkal erősebbek. Miután Red Hook megcsinálta a Shane csapatnak a gyorsítókat, képesek rögtön Mega Morph-okat kilőni, viszont Mega Morph ghoulokhoz csak a Mega Morph slugok elég erősek. Ha egy slug még nem áll készen arra, hogy Mega Morph legyen, akkor nem alakul át, csak Velocity módban pattog egy ideig, mert túl nagy neki a sebesség.

### A slugok fajtái
Összesen 52 féle slug van, különféle képességekkel (a zárójelbe írt nevek a slugok becenevei):
1. AquaBeek: egy víz alatt élő slug, de felszínen is használható. Képes erős vízsugarat lőni, amitől a slugok és ghoulok is Protoformok lesznek, víz alatt képes tintát is lőni, valamint erős vízhullámokat megidézni (Beeker).
2. Arachnet: egy nagy lila pókká alakul, erős pókhálójával képes csomózni, embereket megtartani, vagy egy hídszerűséget kilőni két dolog közé (Spinner).
3. Armashelt: erős, felpáncélozott slug, kemény rák-szerű kezeivel még hatalmas sziklákat is kettétör (Banger).
4. Blastipede: kék bombákat dob, amik akkor aktiválódnak, ha a csápjait összeérinti (Zöldfülű).
5. Boon Doc: egy zöld, egy szemű slug, képes Mecha Beast-eket, vagy egyszerre több ghoult is meggyógyítani. Van egy fehér változata is, aki a fényével tud gyógyítani. Elinak a Boon Docja a Doki nevét viseli.
6. Bubbaleone: nagy lufira hasonlít, mikor átalakul, képes embereket szállítani magában, és buborékokat lő (Souds).
7. Crystalyd: képes alagutakat ásni. Ritka slug, csak 1000 évenként bukkan fel (Digger).
8. Diggrix: a Crystalyd slugokhoz hasonlóan képes alagutakat ásni (Rex).
9. Dirt Urchin: tüskéket lő (Mucky).
10. Enigmo: eddig csak két élő példánya ismert, ha eltalál valakit, képes komoly látási zavarokat okozni, amíg újra el nem találja az illetőt. Láthatóvá teszi a slugok auráját (Mo).
11. Fandango: felerősíti a slugok energiáját. (Charger)
12. Fingerlings: bébi slugok.
13. Flaringo: egy erős tűz slug, képes tűzrobbanásokat előállítani.
14. Flatulorhinkus: erős bűzfelhőt csinál. Gyakran menekülésre használják (Stinky, illetve Eli slugja, Biff).
15. Flopper: az egyetlen slug, aki nem alakul át, viszont nagyon nyúlós, csúszós, és ha egy másik kilövőbe lövik, lebénítja az ellenfelet (Nuddle).
16. Forgesmelter: képes lávát köpni, és akár az ólmot is megolvasztja (Torch).
17. Frightgeist: átalakulva szörnyű szörnyként néz ki, és akit eltalál, az a legrosszabb félelemeit látja. Eli Frightgeistjét Spookernek hívják.
18. Frostcrawler: átalakulva kicsit jeti-szerűen néz ki. Képes jégbe fagyasztani más slugokat és ghoulokat, vagy jéghidat fúj két szikla között (Chiller).
19. Geoshard: kristályburkot tud megidézni a földből, vagy egy kristálypáncélt idéz meg az ellenségen, aki hibernációs állapotba kerül, amíg a kristály le nem törik.
20. Grenkue: Miután kilőtték, a farka elkezd égni, mint egy kanóc, és mikor a testéhez ér, felrobban (Sparky).
21. Hexlet: ezt a slugot nem lőtték ki a sorozatban. Akit eltalál, annak balszerencséje lesz.
22. Hop Rock: egy felpáncélozott slug, aki robbanó köveket lőhet a páncéljából, vagy felrobbanhat. Képes srapnellövedéket is lőni (Rocky).
23. Hoverbug: az egyetlen slug, aki Protoformként is tud repülni, mikor átalakul képes embert és más nagyobb dolgokat szállítani (Bugsy).
24. Hypnogryf: képes hipnotizálni másokat, hogy engedelmeskedjenek. Ez a másik olyan slugfajta – a másik a Hexlet – akit nem lőttek ki a sorozatban. (Dazer)
25. Infurnus (mint Burpy): ismerten a Shane család slugja, aki az Infurnus slug képviselője, Slugterra védelmezője. Burpy képes tűzfalat csinálni, tűzlabdát dobni, valamint erős tűzcsapásokat megidézni. Eddig kettő példány ismert név szerint: Burpy, illetve Junjie Infurnuse, Juju.
26. Jellysh: ragadós nyálkát lő, hogy az ellenséges slug (vagy ghoul). ne lásson tőle, valamint képes egy nagy adaggal akár több embert a földhöz ragasztani (Goober).
27. Lariat: hozzá tapad valamihez (például egy sziklához), majd kilő egy ragadós nyálkötelet, hogy a gazdája felmászhasson (Larry).
28. Lavalynx: egy slug, aki lávát köp, mint a Forgesmelter (Burner).
29. Mimkey/Mimic: a vele szemben kilőtt sluggá változik és ugyanazok lesznek a képességei. Képessége ellenére nem slug, sőt teljesen más fajba tartozik. Viszont eléggé ritka, így veszélyes ellenfél lehet. Ráadásul képes akár egy Őselem Slugot is lemásolni. (Mimky)
30. MakoBreaker: víz alatt élő slug, képes egy cápaszerű lénnyé változni, valamint cápafogakat képes megsokszorozni és kilőni.
31. Negashade: sötét füstöt idéz meg az ellenség körül, és amíg nem látnak, addig támad.
32. Neotox: egy zöld füstöt csinál, ami megdermeszt bárkit (kivéve a slugokat és a ghoulokat). aki belélegzi, egészen addig, amíg a füst el nem oszlik. A Vinedrill slug indája az egyetlen, ami képes megszüntetni a füstöt, amit a Neotox okoz.
33. Phosphoro: erős fényt bocsát ki, ami egy időre elvakítja az ellenséget. Menekülésre vagy figyelemelterelésre előszeretettel használják (Glimmer).
34. Polero: két részre válik, akiket egy vékony rész köt össze, így rátekeredhetnek valaki lábára, hogy az illető ne tudjon mozogni (Bolo).
35. Rammstone: egy kosra hasonlító slug, nagy szarvakkal és öklökkel, képes hatalmasakat ütni, és köveket lőni az ökleiből (Bludgeon).
36. Sand Angler: képes futóhomokot csinálni, vagy a föld alatt haladni (Urchin vagy Sandy).
37. Slicksilver: acél pajzs van a testén, képes mágneses kört megidézni és fém, vagy vas tárgyakat lebegtetni. (Mei vagy Maggs)
38. Slyren: Bariton hangzásban tud énekelni, amitől mindenki elalszik, aki közelebb megy. Képes még kristályokat is széttörni a hangjával (Dozer).
39. Gazzer: akit eltalál, az elkezd nevetni, ami akadályozza a célzását. (Joker)
40. Speedstinger: a hátán lévő lemezek miatt képes egyik helyről a másikra pattanni, így trükkös lövésekhez használható (Stunts).
41. Tazerling: képes áramot lőni, vihart megidézni, vagy elektronikai berendezéseket tönkretenni (Joules).
42. Thresher: képes körfűrészként forogni, ezáltal bármit el tud vágni (Buzzsaw).
43. Thugglet: képes illúziók megidézésére, álcázni bírja magát és a gazdáját, vagy sokszorozási illúziót csinál. Ha egy Thugglet slug ghoul, képes magát rendes slugnak álcázni, viszont az illúziói csak az emberi szemet tévesztik meg, a kamerákat nem (Loki).
44. Tormato: egy tornádót idéz meg, ami magába szívhat embereket is. Meg tudja fordítani valaminek a forgási irányát is (Buster).
45. Vinedrill: befúrja magát a földbe, majd kinő onnan egy növényként, és indáival kapja el az ellenséget, virágaival be bírja szívni a Neotox slugok füstjét, majd kiadja friss levegőként, felrobbantja a virágait, melyeknek pollenjétől a támadó elalszik. (Tangles).
46. Xmitter: egy elektromos hullámot bocsát ki, amitől egy bizonyos körzetben minden elektromos tárgy leáll, beleértve az összes kilövőt és fegyvert is (Mitter).
47. Goon: ez a slug csak a filmben van és képes slugokat ghulokká változtatni, valamint az embereket is tudja irányítani.
48. Glowbyss: olyan slug, ami képes hernyószerűen mozogni és fénycsóvát húz maga után.
49. Spikeshade: tüskéket lő ki.
50. Tenasher: hatalmas slug hatalmas étvággyal. Sok hegyes foga van.
51. Pieper: egy ritka slug, amiből csak egy van (Piper). Manipulálja a slugokat, energiagömböt is kilőhet.
52. Universal Slug: A Slugterra: Ascensionban jelenik meg ez a slug. Olyan mint egy Flopper, de csak egy szeme van, mégis az egyik legerősebb, ugyanis képes felvenni egy adott slug képességét. Érdekesség, hogy a slugterraiak mítosznak tartják, ezt Red Hook ezermester is megerősítette a 2.évad 13.-ik részében. Eli az Uni nevet adta neki.
A további slugok a Slug it Out! c. játékban tűntek fel és nem képezik szerves részét a Slugterrának, valamint csak a Slug Seeker játékmódban tűnnek fel:
+Narwhaddle: Egy bolyhos slug. Le tudja fagyasztani az ellenfelet.
+Firenzar: Egy főnixre hasonlító slug.
+Midas: Mint a neve is mutatja, aranyból van. Képessége, hogy gyógyítja azt, aki kilövi .
Mivel a ghoulok csak gonosszá tett slugok, ezért a fajtáinak nevei nagyon hasonlítanak az eredeti fajta nevükhöz. Pl. Boon Dok-Goon Dok.
Léteznek speciális slugok is:
+Toxis: Egy hihetetlenül ritka slug, ami képes savat köpni. Eddig csak kétszer jelent meg képernyőn: a "Know your Ghouls!" című kisfilmben, valamint hibásan jelenik meg a "Slug baj" című epizódban (amikor Eli rá akar lőni Billyre, Toxist tölt be, de egy Jellysh slugot lő ki helyette).
+Roboslugok: Quentin használta őket a "Roboslugok" epizódban. Ezek a robotizált "lények" képesek átalakulni és Quentin – amelyik roboslugját használni szerette volna -letöltötte az ellenfél slugjának adatait és így tudta a gyengeségüket is. Hatásos slugok ellenük: A Tazerling, ami tönkreteszi a roboslugok pajzsát, és a Flopper, ami Quentin szerint "semmilyen védelmet nem igényel".

### Fúziók
A fúzió, amikor két olyan slugot, akiknek összeillik az aurája (ezt akkor lehet látni, ha valakit eltalálnak egy Enigmo sluggal), teljesen egyszerre lőnek ki. A két slug kombinálja puszta erejét, ezáltal létrehoznak valami szörnyen erőset. Összesen 13 féle van.
1. SoulBeam: White Boon Doc+Negashade – egy fekete-spirális sugár, aminek erős hatása volt.
2. NovaShock: Infurnus+Tazerling – egy hatalmas villámló tűzgolyó, ami egyenesen Blakk-et találta el, miután „látszólag” legyőzte a legyőzhetetlen mestert.
3. MagmaBlade: Thresher+Forgesmelter – egy hatalmas körfűrész, ami körül láva van, ez olyan erős volt, hogy félbevágta Blakk egyik vonatát.
4. BoulderStorm: Rammstone+Tormato – hatalmas tornádó, amiből kövek repülnek.
5. NitroBubble: Infurnus+Bubbaleone – egy nagy lufi-szerű lény, ami tűzmeghajtású, és az egész Shane csapat elfér benne.
6. InfernoSlam: Infurnus+Rammstone – egy megnövekedett Rammstone lángoló szarvakkal, ami nagyobbat üt, mint öt erős slug együtt.
7. ElectroSpear: Tazerling+Dirt Urchin – együtt pörögnek, és közben villámló tüskéket lőnek mindenfelé.
8. Supernova: Infurnus+Phosphoro – együtt pörögnek, és amikor a Phosphoro slug elkezd világítani, az Infurnus energiát ad neki, így egy hatalmas erejű fényt hoznak létre.
9. MagmaStrike: Infurnus+Armashelt – egy hatalmas égő szikladarabot dobnak.
10. RockArmour: Rammstone+Hop Rock – a Rammstone slug megnövekszik és sziklapáncélja lesz a testén, a hátán, a hasán, és az öklein.
11. SawBolo: Polero+Thresher – két Thresher slug lesz, akik egyesülnek egy naggyá, és elkezdenek forogni.
12. BiggestEnergy: Boon Doc+Fandango=A fúzió eredménye egy fényes gömb, ami éltető energiát sugároz. Meggyógyíthat embereket és slugokat is.
13. AtomicBomb: Grenkue+Rammstone=A Grenkue és a Rammstone elkezdenek pörögni, majd zuhanni, végül becsapódnak. Praktikus az ellenség bázisának lebombázására, vagy egy lövészárok készítéséhez.

#### Rossz fúziók
Ha két olyan slugot kombinálnak, akiknek nem illik össze az aurájuk, akkor a következmény akár végzetes is lehet. Eddig csak egy ilyen történt.
1. TiringPulse: Infurnus+AquaBeek – egy bizonyos körzetben az összes slug kifárad egy időre. A ghoulokra nem hat.

### Az őselemek
Slugterrán mindegyik slug egy őselemtől származik, ezek a slugok a legerősebbek. Ha valami történik az egyik őselemmel, mint a ghoulosítás, akkor az összes tőle származó slug is ghoul lesz, és csak az őselem meggyógyítása a megoldás. Az összes őselem ghoullá tétele egész Slugterrát elpusztítja. Összesen tíz őselem van:
- Föld őselem: hatalmas ütőereje van, képes sarat fújni, majd azt megszilárdítani, ezáltal akár embereket is mozdulatlanná tud tenni.
- Víz őselem: képes óriási hullámokat kelteni.
- Energia őselem: Eli Boon Docja (Doki). Meg tud gyógyítani ghoulokat, embereket, és Mecha Beasteket.
- Levegő őselem: tornádókat és légörvényeket képes megidézni.
- Tűz őselem: tüzet fúj, valamint a karjaival támad.

#### SLUG IT OUT 2 ŐSELEMEI
- Növény őselem: virágbombákkal és indákkal támad.
- Toxikus őselem: hasonló, mint a Flaturorinkhus slug.
- Elektromos őselem: energialövedéket lő, hatalmas gömböket dobál, és éles karmai vannak.
- Pszicho őselem: elkábítja az ellenfelet.
- Jég őselem: jeget fúj, pont mint a Frostcrawlerek.

## Évados áttekintés
| Évad | Évad          | Epizódok | Eredeti sugárzás  | Eredeti sugárzás   | Eredeti adó | Magyar sugárzás   | Magyar sugárzás   | Magyar adó |
| Évad | Évad          | Epizódok | Évadpremier       | Évadfinálé         | Eredeti adó | Évadpremier       | Évadfinálé        | Magyar adó |
| ---- | ------------- | -------- | ----------------- | ------------------ | ----------- | ----------------- | ----------------- | ---------- |
|      | 1             | 13       | 2012. október 15. | 2012. november 1.  | Disney XD   | 2014. január 26.  | 2014. február 7.  | Megamax    |
|      | 2             | 12       | 2013. február 11. | 2013. március 28.  | Disney XD   | 2014. február 8.  | 2014. február 19. | Megamax    |
|      | 3             | 14       | 2013. július 1.   | 2013. október 15.  | Disney XD   | 2015. január 19.  | 2015. március 5.  | Megamax    |
|      | Filmek        | 3        | 2014. március 30. | 2014. augusztus 2. | Disney XD   | 2015. március 14. | 2015. március 28. | Megamax    |
|      | 4             | 13       | 2016. január 17.  | 2016. április 26.  | Disney XD   | 2016.             | 2016.             | Megamax    |
|      | Különkiadások | 2        | 2016. október 25. | 2016. október 25.  | Disney XD   | 2016. november 3. | 2016. november 4. | Megamax    |